# Pinet (Colostre)
Der Pinet (französisch: Ravin de Pinet) ist ein kleiner Fluss im Südosten von Frankreich, der im Département Alpes-de-Haute-Provence der Region Provence-Alpes-Côte d’Azur nordöstlich der Stadt Aix-en-Provence verläuft.

## Geografie

### Verlauf
Der Pinet entspringt am Plateau von Valensole, im südwestlichen Gemeindegebiet von Puimoisson und verläuft generell Richtung Südwest. Aufgrund des dortigen Konglomerat-Gesteins fällt er im Oberlauf in mehreren Abschnitten trocken und versickert im Untergrund. Er nennt sich zunächst Ravin d’Aubeire, fließt durch den Regionalen Naturpark Verdon und mündet nach insgesamt rund 19 Kilometern im Ortsgebiet von Saint-Martin-de-Brômes als rechter Nebenfluss in den Colostre.

### Orte am Fluss
(Reihenfolge in Fließrichtung)
- Les Jugys, Gemeinde Puimoisson
- Bassache, Gemeinde Riez
- Peyremane, Gemeinde Riez
- Le Truy, Gemeinde Allemagne-en-Provence
- Bas Pinet, Gemeinde Saint-Martin-de-Brômes
- Saint-Martin-de-Brômes